# Smithson Tennant
Smithson Tennant (Selby, 30 novembre 1761 – Boulogne-sur-Mer, 22 febbraio 1815) è stato un chimico inglese, noto principalmente per aver scoperto gli elementi osmio e iridio.

## Vita
Smithson Tennant nacque a Selby, nello Yorkshire. Il padre era un ecclesiastico e morì quando Tennant aveva 10 anni. Da ragazzo studiò alla Beverley Grammar School, la più antica scuola pubblica dell'Inghilterra, fondata intorno al 700 d.C.
Nel 1781 iniziò a studiare medicina all'Università di Edimburgo, sotto al guida di Joseph Black. Nel 1782 si spostò a Cambridge dove si dedicò alla chimica e alla botanica. Alla morte della madre ereditò delle terre nei dintorni di Selby. Negli anni 1784-1786 viaggiò in Danimarca, Svezia, Francia e Paesi Bassi; in questi paesi incontrò Carl Scheele, Johan Gottlieb Gahn, Claude Louis Berthollet e forse anche Antoine Lavoisier. Questi incontri gli dettero una visione della chimica lontana dalle tradizionali idee flogistiche. Nel 1786 tornò a Cambridge dove nel 1796 si laureò in medicina. Non esercitò però mai la professione di medico e si dedicò alla chimica.
Nel 1785, a soli 24 anni, venne eletto membro della Royal Society, e nel 1804 fu insignito della medaglia Copley per la scoperta di iridio e osmio.
Nel 1813 fu nominato professore di chimica a Cambridge. Poté tenere un solo ciclo di lezioni sulla storia e i principi della chimica, perché morì nel 1815 nei pressi di Boulogne-sur-Mer per il crollo di un ponte che stava attraversando a cavallo.
Non ci sono pervenuti ritratti di Tennant.

## Ricerche
Tennant si interessò di vari argomenti di chimica inorganica, ma scrisse poche pubblicazioni.
Un notevole risultato fu ottenuto nel 1797 con la dimostrazione che grafite e diamante erano chimicamente la stessa sostanza, ma differivano per il modo di aggregazione. Il risultato fu ottenuto osservando che campioni di carbone e diamante dello stesso peso in seguito a combustione producevano la stessa quantità di diossido di carbonio.
Il suo risultato più famoso rimane tuttavia la scoperta nel 1804 di due nuovi elementi, iridio e osmio, che isolò dai residui di soluzioni di minerali di platino. Tennant battezzò l'iridio con questo nome dal latino iris = arcobaleno, perché il metallo reagendo dava luogo a composti di molti colori diversi. L'altro fu chiamato osmio, dal greco οσμη = odore, perché il suo ossido, OsO4, aveva un odore particolarmente pungente.
Porta inoltre il suo nome il minerale tennantite.